# Botanische tuin van Belle
De Botanische tuin van Belle (Frans: Conservatoire Botanique National de Bailleul) is een botanisch instituut in de stad Belle in het Franse Noorderdepartement.
Het instituut is gevestigd in een oude Vlaamse boerderij in het gehucht Haendries.
Het instituut is een van de elf dergelijke instituten die in Frankrijk te vinden zijn. Het werd opgericht in 1991 en dient voor de bescherming van de inheemse flora. Het omvat een botanische tuin waarin diverse biotopen aangelegd zijn, en ook is er een herbarium, een zaadbank en een bibliotheek.
De tuin is toegankelijk voor het publiek.